# Saffig
Saffig település Németországban, Rajna-vidék-Pfalz tartományban. Lakosainak száma 2218 fő (2023. december 31.).

## Népesség
A település népességének változása:
| Lakosok száma | 2077 | 2176 | 2170 | 2190 | 2213 | 2218 |
|               | 1975 | 2017 | 2019 | 2021 | 2022 | 2023 |